# Je m'appelle Mads
Je m'appelle Mads er en dansk duo bestående af Mads Geertsen og Bounty Niller alias Niels Bøttcher. De er især kendt for deres sang "Danmark" og "Det dufter så dejligt".

## Historie
I 2003 blev Je m'appelle Mads' debutalbum Musculature De Pomfrit!  udgivet på det danske pladeselskab Jenka music. Det modtog tre ud af seks stjerner i musikmagasinet GAFFA.
Je m'appelle Mads optrådte i starten som Je m'appelle Mads og Mette. På debutpladen medvirkede Bounty Niller (også kendt som Niels Bøttcher fra Jenka music) som den dybe ironiske blegtynde raggamuffin-rapper. Snart blev Bounty Niller en større del af Je m'appelle Mads, og projektet hed nu Je m'appelle Mads og Bounty Niller, når de optrådte.
Bandet er kendt for sine utallige farverige halvprovokerende kostumer, humoristiske videoshow og scenografi og vanvittige og energiske liveshow.
Je m'appelle Mads og Bounty Niller udgav i 2005 deres andet album, Jeg Fyrer Hit Efter Hit Af. Dette album var en del mere vokalbaseret end det forrige album, som var et primært elektronisk album med en del elorgel og rytmeboks. Det modtog fire ud af seks stjerner i musikmagasinet GAFFA.
Bandet har optrådt over det meste af landet og også enkelte steder i udlandet, f.eks ved Sonar Festival i Barcelona.
I 2007 indgik Je m'appelle Mads et samarbejde med Danmarks radio og blev en del af programmet Flemmings Helte. Her lavede de et utal af musikvideoer og senere et quizshow, "Le quiz show".
Året efter fik gruppen sammen med den svenske kunstner Fredrik Lindgren til opgave at lave otte afsnit til et satireprogram på DR2. Dette mundede ud i det lidt ukendte program "Bonjour og godaw", som med tiden opnåede en vis kultstatus[kilde mangler].

## Diskografi
- Musculature De Pomfrit!  (2003)
- Jeg Fyrer Hit Efter Hit Af (2005)
- Greatest hits (2007)